# Lachnaea greytonensis
Lachnaea greytonensis är en tibastväxtart som beskrevs av Beyers. Lachnaea greytonensis ingår i släktet Lachnaea och familjen tibastväxter. Inga underarter finns listade i Catalogue of Life.